# Orthoprothese
Eine Orthoprothese ist ein orthopädietechnisches Hilfsmittel, das sich weder dem Begriff Orthese noch dem Begriff Prothese eindeutig zuordnen lässt. Der Orthopäde Ernst Marquardt prägte 1979 diesen Begriff.
In einer Orthoprothese werden Komponenten einer Prothese mit Komponenten einer Orthese kombiniert. Beispielsweise wird nach einer Amputation des Vorfußes das verlorene Körperteil durch eine Prothese ersetzt, muss aber zusätzlich mit einer entsprechenden Stützvorrichtung und Funktionselementen zum Ausgleich der verlorengegangenen muskulären Funktionen von außen am Bein angebracht werden, wodurch das Hilfsmittel gleichzeitig per Definition eine Orthese ist.

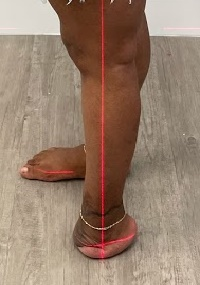
Vorfußamputation
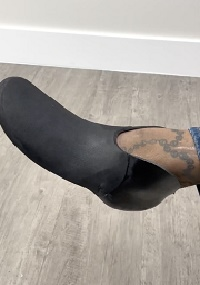
Anlegen des Prothesenanteils der Orthoprothese
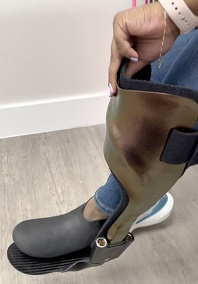
Anlegen des Orthesenanteils der Orthoprothese
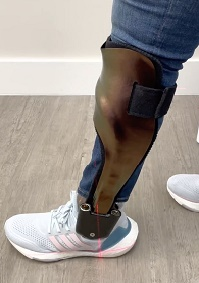
Funktionstest der angelegten Orthoprothese